# Matthew Carrano
Matthew Thomas Carrano (ur. 19 grudnia 1969) – amerykański paleontolog specjalizujący się w badaniu ewolucji dinozaurów, kustosz działu dinozaurów w Smithsonian Institution.
Jego prace koncentrują się na wykorzystywaniu filogenezy dinozaurów do badania zmian makroewolucyjnych, zarówno w całej grupie, jak i w poszczególnych kladach. Jest autorem licznych publikacji naukowych i książek. Brał udział w wyprawach paleontologicznych na Madagaskar – jest jednym z autorów opisu niewielkiego teropoda z rodzaju Masiakasaurus. Tworzy paleobiologiczną internetową bazę danych Paleobiology Database.
Żonaty z Alison Massagli, z którą jest związany od 30 września 2006 roku.